# Agello
Agello is een plaats (frazione) in de Italiaanse gemeente Magione. Agello ligt circa 13 kilometer ten zuidwesten van Perugia en ligt op een 411 meter hoge heuvel die uitzicht geeft op het Trasimeense Meer.

## Etymologie
De naam Agello is afkomstig van het Latijnse woord agellus ('klein veld'). Een poëtischer herkomst wordt gegeven door de Romeinse politicus en dichter Silius Italicus, die in een gedicht het verhaal vertelt van de nymf Agilla die verliefd was op de godenzoon Trasimeno.

## Geschiedenis
De Romeinen hebben in 217 v.Chr. in Agello een fort gebouwd na afloop van de Slag bij het Trasimeense Meer, waar de Carthaagse veldheer Hannibal het Romeins leger had verslagen.
In de middeleeuwen heerste de familie Vincioli over Agello. In 1186 werd de plaats bij Perugia gevoegd, waarna werd begonnen met de verdere uitbouw van het kasteel. Tijdens de strijd tussen de Welfen en Ghibellijnen werden de stadsmuren van Agello verschillende keren verwoest. Het stadje had regelmatig te lijden van de onderlinge strijd in Perugia tussen de diverse adellijke families. In 1503 werd het kasteel verwoest door troepen van Cesare Borgia. In 1642 werd de stad Agello nogmaals verwoest, dit keer in een oorlog van Ferdinando II de' Medici, groothertog van Toscane.
In de jaren 60 van de 20e eeuw vertrokken veel inwoners van Agello richting Perugia, het noorden van Italië of naar het buitenland. Dankzij een toename van het toerisme is aan deze leegloop een eind gekomen.

## Bezienswaardigheden
- Castello di Agello: ruïne van de 12e-eeuwse burcht.
- San Michele Arcangelo: parochiekerk uit 1618.
- San Rocco e San Sebastiano (ook de Cappella dei Caduti genoemd): 15e-/16e-eeuwse kerk met een kapel die de gevallenen herdenkt uit de Eerste en Tweede Wereldoorlog.
- San Donato: de oudste vermelding van deze kerk dateert uit 1115.